# 羅森氏短脊鱂
羅森氏短脊鱂為輻鰭魚綱鯉齒目鯉齒亞目花鳉科的其中一種，分布於中美洲哥斯大黎加及巴拿馬的淡水流域。

## 特徵
本魚背部褐中帶綠色，側身為金黃透綠，腹部為銀色。體側被數條間具相等的深色細紋縱向貫穿，背鰭前部的條紋完全環繞整個魚身。雄魚背鰭為紅黃色，外邊緣是黑色，生殖孔長並呈黃色，雌魚有扇形臀鰭，體長可達6公分。

## 生態
本魚棲息水質較混濁且流速中的的溪流中，屬雜食性，以蠕蟲、甲殼類和水草為食，具領域性，幼魚躲藏於水草叢中，以免遭受侵魚傷害。

## 經濟利用
可作為觀賞魚，喜歡水草豐美的魚缸，宜單養。